# 灌赛铁路
灌赛铁路，又称赛马支线，位于中華人民共和國辽宁省凤城市北部，从凤上铁路灌水站向西北出岔，至赛马煤田的地方铁路，全长50.7公里。灌赛铁路由丹东灌赛铁路管理处负责运营。

## 线路
起自灌水站，经灌水北站、吴家堡、钓鱼台站、地段、新开站、唐家沟、北庙（？小谷子），至赛马站。以及凤城煤矿西沟、叆阳西山、梨树沟煤矿、小孤子煤矿和洗煤厂等专用线和煤台，主线全长48.5公里。另有专用线11.0公里。总长59.5公里。

## 历史
赛马集煤田煤质好，贮量丰富，日本将其列为满洲产业开发五年计划的重要项目，准备由日商钟房访康德矿业株式会社开采，并由该会社出资委托满铁修建铁路。建路之初曾计划南至凤上线的灌水，北达溪田线南甸，南北贯通，除为运输煤炭，兼作沈丹线的并行辅助线。1939年春日商在叆阳以试锥方式开采小孤子、长山子2处采炭所。1942年开办唐家沟、獾子背、新开岭3个采炭所。1944年增加梨树沟、大偏岭2个采炭所。均属于康德矿业株式会社新岭（三岔子）矿业所管辖。日本投降时，矿工达5000多人，日籍管理人员150多人，开采7年产出煤炭75.38万吨。
1939年起，满洲国交通部和满铁共同进行3次勘查，由铁道总局建设局奉天建设事务所进行勘测设计。路基和桥涵工程由日商承包分段施工，1939年4月开工，至1945年6月部分完工。铺轨由奉天建设事务所承担，1943年2月从灌水向北边铺轨边运用，1943年8月铺至长山子。长山子至赛马集1945年4月开始铺轨，5月1日灌水至小孤子开通。线路建筑标准，使用30至42kg旧钢轨，每千米铺设枕木1400至1600根，混砂道床，8至10号道岔，桥隧建筑为混凝土结构，桥梁载重L-20级。
1945年日本投降后，1945年11月安东省政府派韩文一接管矿山，成立赛马矿务局，12月1日该铁路交赛马矿务局接管。1946年10月解放战争中全线遭到破坏。1945年12月至1946年10月生产煤炭1.93万吨。1947年初国民党军队把钢轨扒掉变卖。1947年6月9日安东第二次解放，1947年8月10日赛马矿务局复产，铁路即行修复。1949年8月23日赛马矿务局奉命停产。1949年11月为支援关内解放战争，将该线全部拆除，钢轨、枕木用于抢修关内干钱铁路。仅在灌水站留下2.6km线路为兵站使用。矿山器材设备与人员分别调往阜新、鹤岗等地。
1958年大炼钢铁，经辽宁省工业厅和煤炭工业部沈阳管理局批准，赛马叆阳煤田划归凤城县开发，隶属县工业科，1958年7月成立县属全民所有制的凤城煤矿，到年底职工达2631人，由新开、獾子背、顾家、小孤子、梨树沟5个采区构成，固定资产199万元，当年产原煤7.51万吨，总产值77万元，税金2.4万元，利润0.6万元。1959年凤城煤矿为运输煤炭，从灌水站2.6km起（即灌水北站），投资670万元，利用原有路基桥涵，铺设8至25kg轻轨，1959年8月开通了凤城煤矿唐家沟坑口的新开站到灌水这一段复建小铁路。凤城煤矿在灌水站设立煤台并设立灌水煤炭转运站，到七十年代发展到两股道18个站位。1961年7月灌赛铁路全线修复，开通往赛马梨树沟煤矿、至小孤山子段。小火车头是用解放车改成分轨车牵引。1961年10月13日，安东市人民委员会把凤城煤矿收归市属，统管赛马采区、新开采区、獾子背采区、顾家采区、灌赛铁路、凤煤发电站（投资590万元的坑口电厂）。1971年3月灌赛铁路划为丹东市煤炭指挥部直属企业，内设调度段、工务段、机车段、车务段、新开中心站、灌水北站以及吴家堡、唐家沟、北庙、赛马等站。1971年、1978年、1982年三次较大的技术改造，改用蒸汽机车牵引，32kg以上杂型标准轨铁路。1985年与国家铁路在灌水站过轨开通，从改造前的30万吨/年提高到60万吨/年。1959-1985年共运煤511.8万吨。1979年最高峰运量34.5万吨，824万吨公里。沿途还有丹东市属的顾家煤矿，位于叆阳镇顾家村，职工1034人，矿井设计能力18万吨，1974年1月正式投产。1970年3月1日建成1对矿井投产的丹东市属梨树沟煤矿，职工1200人，设计年产40万吨。丹东市属的小孤子煤矿，位于赛马镇东甸村，职工552人，1978年5月成立，年产能10万吨。
2002年再次拆除。灌赛铁路可整理复垦耕地136公顷。废弃铁路建设用地整理复垦后，权属不变，仍然为国有土地，所整理复垦出耕地的生产经营活动由丹东市政府组织实施。